# Мелеузовский сельсовет
Мелеу́зовский сельсове́т — муниципальное образование в Мелеузовском районе Башкортостана.
Административный центр — деревня Каран.

## История
1948 год
17 июня 1948 г. Указом Президиума Верховного Совета БАССР из состава Мелеузовского рабочего поселкового совета в состав Мелеузовского сельсовета был перечислен населённый пункт «Рассвет».
1965 год
Согласно Указу Президиума Верховного Совета Башкирской АССР от 30 августа 1965 г. № 6-2/117 «О перечислении населенных пунктов Каран, Кузьминское, Старомусино, Тамьян, Ташлыкуль из Подгорного с/с Кумертауского района в состав Мелеузовского с/с Мелеузовского района» в сельсовет переведены 5 сельских населённых пунктов.
«В целях улучшения обслуживания населения и руководства производственной деятельностью колхоза им. Чкалова, Президиум Верховного Совета Башкирской АССР постановляет:
Перечислить населенные пункты Каран, Кузьминское, Старомусино, Тамьян, Ташлыкуль из Подгорного с/с Кумертауского района в состав Мелеузовского с/с Мелеузовского района» (История административно-территориального деления Республики Башкортостан (1708—2001). Сборник документов и материалов. Уфа: Китап, 2003. — 536 с. С.319).
В 2007 году административный центр перенесён из деревни Сарлак в деревню Каран согласно Закону Республики Башкортостан от 30.05.2007 г № 424-З «Об изменениях в административно-территориальном устройстве Республики Башкортостан и преобразовании отдельных муниципальных образований».
Согласно Закону о границах, статусе и административных центрах муниципальных образований в Республике Башкортостан имеет статус сельского поселения.

## Население
| 2002  | 2009  | 2010  | 2012  | 2013  | 2014  | 2015  |
| ----- | ----- | ----- | ----- | ----- | ----- | ----- |
| 2617  | ↗2804 | ↘2467 | ↗2523 | ↗2594 | ↗2663 | ↘2628 |
| 2016  | 2017  | 2018  |       |       |       |       |
| ↘2597 | ↘2587 | ↘2579 |       |       |       |       |

## Состав сельского поселения
| №  | Населённый пункт | Тип населённого пункта          | Население |
| -- | ---------------- | ------------------------------- | --------- |
| 1  | Каран            | деревня, административный центр | ↘377      |
| 2  | Кутушево         | деревня                         | ↘490      |
| 3  | Тамьян           | деревня                         | ↘353      |
| 4  | Сарлак           | деревня                         | ↘334      |
| 5  | Кузьминское      | деревня                         | ↘225      |
| 6  | Рассвет          | деревня                         | ↘214      |
| 7  | Маломукачево     | деревня                         | ↘193      |
| 8  | Ташлыкуль        | деревня                         | ↘141      |
| 9  | Айтуган          | деревня                         | ↗107      |
| 10 | Разъезда Каран   | деревня                         | ↗33       |

## Известные уроженцы
- Акбердин, Назмитдин Салахитдинович (род. 11 декабря 1951) — тракторист, лауреат Государственной премии СССР[15].
- Фазлиахметова, Насима Миннигалеевна (28 декабря 1931 — 29 декабря 1996) — телятница колхоза имени Мажита Гафури Мелеузовского района БАССР, Герой Социалистического Труда[16].